# Paul Vogel (Mediziner)
Paul Vogel (* 15. April 1900 in Gröbzig; † 2. September 1979 in Heidelberg) war ein deutscher Neurologe und Hochschullehrer.

## Leben
Paul Vogel war der Sohn des Kaufmanns Franz Vogel und dessen Ehefrau Lina, geborene Paschke. Verheiratet war er mit Margarete, geborene Kuhl.
Seine Schullaufbahn beendete Vogel im Frühjahr 1918 mit der Reifeprüfung in Köthen und war anschließend noch kurzzeitig Teilnehmer am Ersten Weltkrieg. Danach wandte er sich dem Studium der Rechtswissenschaft zu. Nach einem Semester wechselte er auf das Fach Medizin und absolvierte sein Medizinstudium an den Universitäten Marburg und Leipzig, dass er 1923 in Leipzig abschloss. Er wurde 1924 in Leipzig zum Dr. med. promoviert. Seine Assistentenzeit verbrachte er in Frankfurt, Leipzig und schließlich ab 1927 an der neurologischen Abteilung der Medizinischen Klinik in Heidelberg unter Viktor von Weizsäcker, wo er sich im Juli 1933 für Neurologie sowie Innere Krankheiten habilitierte und danach als Privatdozent wirkte. Im Juli 1934 wechselte an die Friedrich-Wilhelms-Universität nach Berlin, wo er wenige Monate später zum außerordentlichen Professor ernannt wurde. Ihm wurde die Leitung der neurologischen Abteilung der Klinik am Hansaplatz übertragen, die er „von einer ziemlich verwahrlosten Aufbewahrungsstätte für Hirnverletzte zur führenden neurologischen Klinik Berlins“ ausbaute. Im Oktober 1941 folgte Vogel seinem an die Universität Breslau berufenen Lehrer Viktor von Weizsäcker als Leiter der Ludwig-Krehl-Klinik in Heidelberg nach, wo er bis zu seiner Emeritierung 1968 wirkte. Er war zwischenzeitlich 1952 Dekan der medizinischen Fakultät.
Während des Zweiten Weltkrieges war er ab 1942 zunächst als Stabsarzt und ab 1944 als Oberstabsarzt im Wehrkreis XII (Heidelberg) eingesetzt. Seit 1937 war er Mitglied der NSDAP.
Forschungsschwerpunkt des Weizsäckerschülers waren die „psychophysischen Wechselbeziehungen bei der Entstehung des jeweiligen Krankheits-‚Bildes‘“. Sein Verdienst war die Wiederentdeckung von Sigmund Freuds frühen neurologischen Schriften, insbesondere zur Hysterie. Vogel war Autor von Fachveröffentlichungen.

## Ehrungen
- Ehrenmitglied der Société française de neurologie (1952)
- „Erb-Denkmünze“ der Deutschen Gesellschaft für Neurologie (1962)
- Ehrenmitglied der „Berliner Gesellschaft für Psychiatrie und Neurologie“ (1975)